# Веронський конгрес

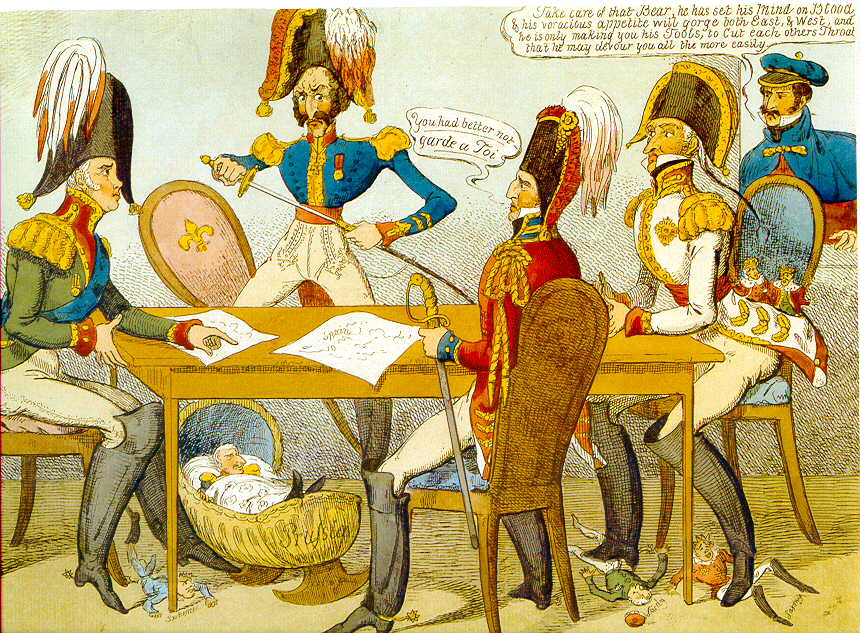
Веронський конгрес, карикатура 19 ст.

Веронський конгрес — останній конгрес Священного союзу за час, так званої, епохи конгресів 1815—1822 років, що розпочався 20 жовтня 1822 у Вероні.
Приводом до його скликання було, головним чином, ситуація в Іспанській імперії, яка склалась після революції 1820 р., a також проголошення грецькими Національним зборами незалежності Грецької республіки від Османської імперії.

## Історія
Веронський конгрес зібрався в середині жовтня 1822 року. Британський міністр закордонних справ   Джордж Каннінг  не поїхав туди сам, а послав герцога Веллінгтона, давши йому тверді інструкції: не вплутувати Британію  в жодні рішення і ухвали, що могли б примусити її, прямо або побічно, допомагати інтервенції, яку готували великі держави в Іспанії; перешкоджати одноосібному виступу Росії проти Туреччини; в жодному разі не приєднуватися ні до якої заяви держав, де буде йти мова про Іспанію як про державу, що має права на володіння південноамериканськими колоніями; не погоджуватися визнавати південноамериканських революціонерів бунтівниками проти іспанського короля  Фердинанда VII.
Уже на перших засіданнях з'ясувалося, що  Меттерніх і  Олександр І підтримують французьку інтервенцію. Тоді французький уповноважений Монморансі 20 жовтня поставив питання, чи мають намір ці держави допомогти Франції у випадку, якщо це знадобиться під час справ під час війни французів з іспанськими революціонерами, і в чому саме буде полягати ця допомога Через десять днів, 30 жовтня, конгрес зібрався знову.  Олександр І,  Меттерніх і прусський представник Бернсторф цілком схвалили інтервенцію Франції в Іспанію і дали позитивну відповідь. Але  Веллінгтон рішуче висловився проти інтервенції.
 Олександр І і Меттерніх спробували прийти до угоди з французами щодо спільних дипломатичних кроків у Мадриді. 20 листопада вони влаштували нараду, на яку був запрошений і А. Веллінгтон. Тут англійський уповноважений ще рішучіше протестував проти справи, що затівалася. Французький уповноважений дещо зніяковів і екстрено відбув до Парижа для нарад з королем Людовіком XVIII і Жозефом Віллелем. Залишився інший французький уповноважений — Шатобріан. Поет і релігійний фантазер, людина величезної пихатості й самолюбності, що завжди жадала відігравати політичну роль, виголошував на Веронському конгресі галасливі реакційні промови, що призвели до того, що Франція вплуталася в зобов'язання одноосібно вести війну в Іспанії. Щоб особливо підкреслити важливість своїх виступів, Шатобріан згодом брехав, ніби Веронський конгрес не хотів інтервенції, а тільки він, французький Демосфен, вирішив справу.
14 грудня 1822 р. Веронський конгрес завершив свою роботу, а 22 грудня Шатобріан був призначений французьким міністром закордонних справ замість Монморансі. Це було прямим кроком до війни з Іспанією. У лютому 1823 р. почалася збройна французька інтервенція, а вже 24 травня 1823 р. герцог Ангулемський, французький головнокомандувач, увійшов до Мадрида. У вересні все було закінчено. Жорстокий, зухвалий і тупий тиран Фердинанд VII  був відновлений у всій повноті самодержавної влади.
Але це було останнім тріумфом Священного союзу. У тому ж 1823 році відбувся перший рішучий виступ Каннінга, перша його лобова атака проти дипломатії решти чотирьох держав. Він вирішив не тільки не уникати зіткнень з дипломатією держав Священного союзу, але й прийняти відкритий бій та помірятися з ними силами. Найсерйознішою величиною, з якою доведеться вважатися, він визнавав імператора Олександра І, а зовсім не Меттерніха. Цар був небезпечний тим, що ніяк не можна було передбачити, в який момент він покаже кігті. Він був небезпечний і тим, що Росія була незрівнянно могутнішою за Австрію і навіть сильнішою від об'єднаних Австрії і Пруссії, якби подібна комбінація відбулася.